# Georg von Prittwitz und Gaffron
Georg von Prittwitz und Gaffron (* 17. Juni 1861 in Breslau; † 15. September 1936 in Bad Eilsen) war ein deutscher Kolonialoffizier, zuletzt Oberstleutnant und Afrikaforscher.

## Leben
Georg war der Sohn des damaligen Regierungspräsidenten in der Provinz Schlesien Robert von Prittwitz und Gaffron. In den Jahren 1871–1879 besuchte er das Maria-Magdalena-Gymnasium in Breslau. Danach folgte der Dienst in der Preußischen Armee, der er bis 1913 angehörte.
1885 nahm Prittwitz und Gaffron an einer amtlichen Expedition nach Kamerun teil. Der deutsche Theologe und Forschungsreisende Bernhard Schwarz hatte den Auftrag des Auswärtigen Amtes in Berlin, das Hinterland von Kamerun für Deutschland abzusichern und so weit wie möglich zu erforschen. Er wurde neben Prittwitz und Gaffron vom Kaufmann Fritz Angerer, vom Schweden Knutzen sowie von 35 Trägern begleitet.
Von 1891 bis 1894 besuchte er die Kriegsakademie in Berlin. 1893 bereiste er in einer dreimonatigen Forschungsreise den nördlichen Teil des mittleren Kleinasien.

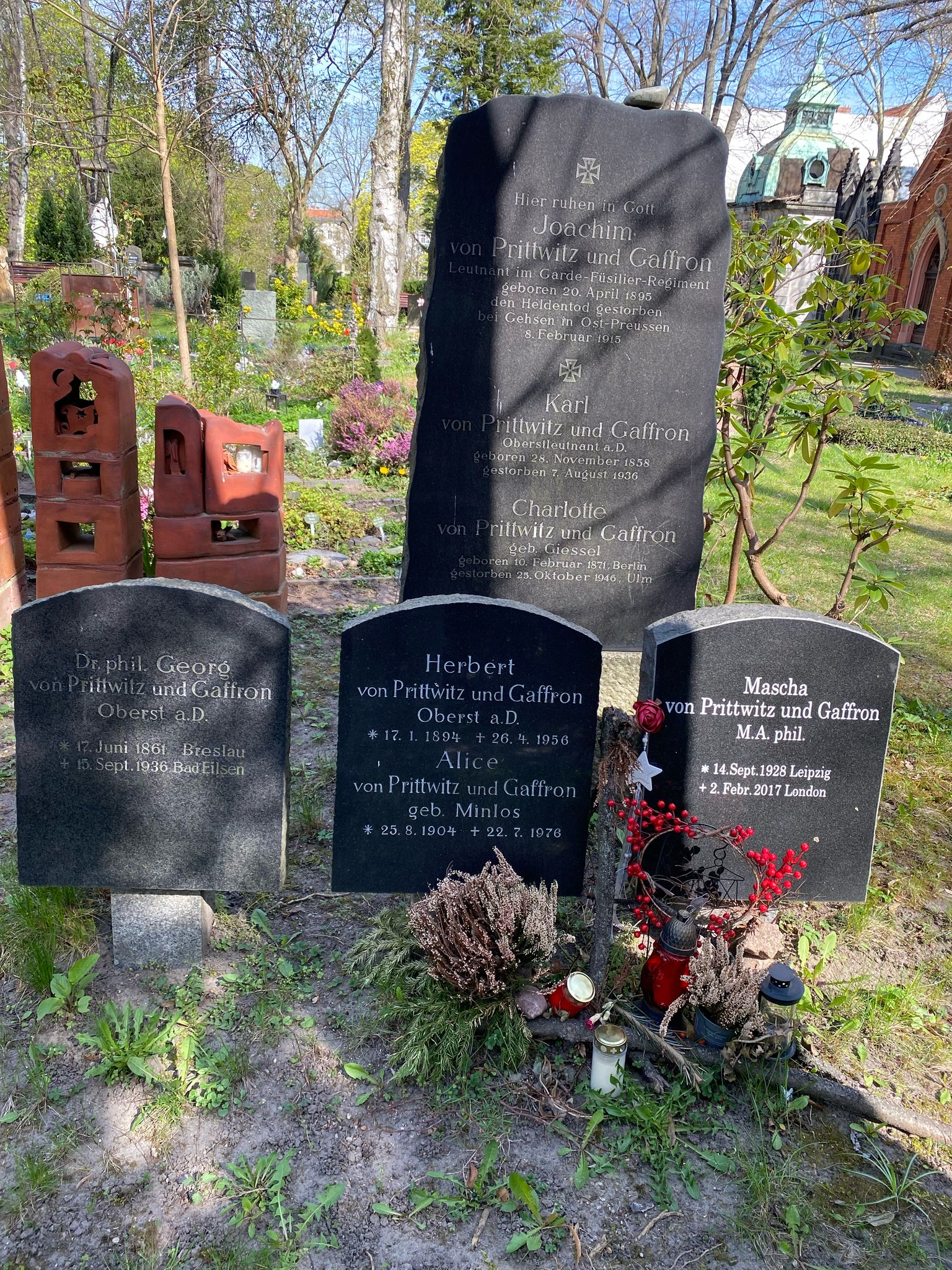
Grabstätte auf dem Alten St.-Matthäus-Kirchhof

Mit der Absicht, Zentralafrika zu erforschen, brach Gustav Adolf von Götzen mit Prittwitz und Gaffron und dem Arzt Hermann Kersting am 21. Dezember 1893 von Pangani an der deutsch-ostafrikanischen Küste auf und marschierte durch die Gebiete der Massai, Nord-Uniamwesi und Usuwi. Am 2. Mai 1894 überschritten die Expeditionsteilnehmer den Kagera und gingen nach Ruanda hinein, das bis dahin nur von Oskar Baumann 1892 am Ostrand berührt worden war. Sie bestiegen einen der höchsten Gipfel der Virungaberge, den Mfumbiro und den noch tätigen Vulkan Nyiragongo. Am 29. Juni entschloss sich Götzen, westlich durch den Urwald von Uregga vorzudringen. Nach großen Strapazen erreichten sie am 21. September den Kongo bei Kirundu und am 29. November Matadi nahe der Mündung des großen Stroms in den Atlantik.
1908 erhielt Prittwitz und Gaffron die Silberne Gustav-Nachtigal-Medaille von der Gesellschaft für Erdkunde zu Berlin für seine langjährigen kartographischen Verdienste in Ostafrika. 1911 trat er als Angehöriger der Schutztruppe für Deutsch-Ostafrika zurück. 1921 begann Prittwitz und Gaffron mit einem Studium in den Fächern Geographie, Geologie, Botanik, Mineralogie und Philosophie an der Friedrich-Wilhelms-Universität Berlin, welches er 1929 beendete.
Georg von Prittwitz und Gaffron verstarb im Alter von 75 Jahren und wurde in der Familiengrabstätte auf dem Alten St.-Matthäus-Kirchhof in Berlin-Schöneberg beigesetzt. 